# Eumerus feae
Eumerus feae är en tvåvingeart som beskrevs av Mario Bezzi 1912. Eumerus feae ingår i släktet månblomflugor, och familjen blomflugor. Inga underarter finns listade i Catalogue of Life.

## Bildgalleri

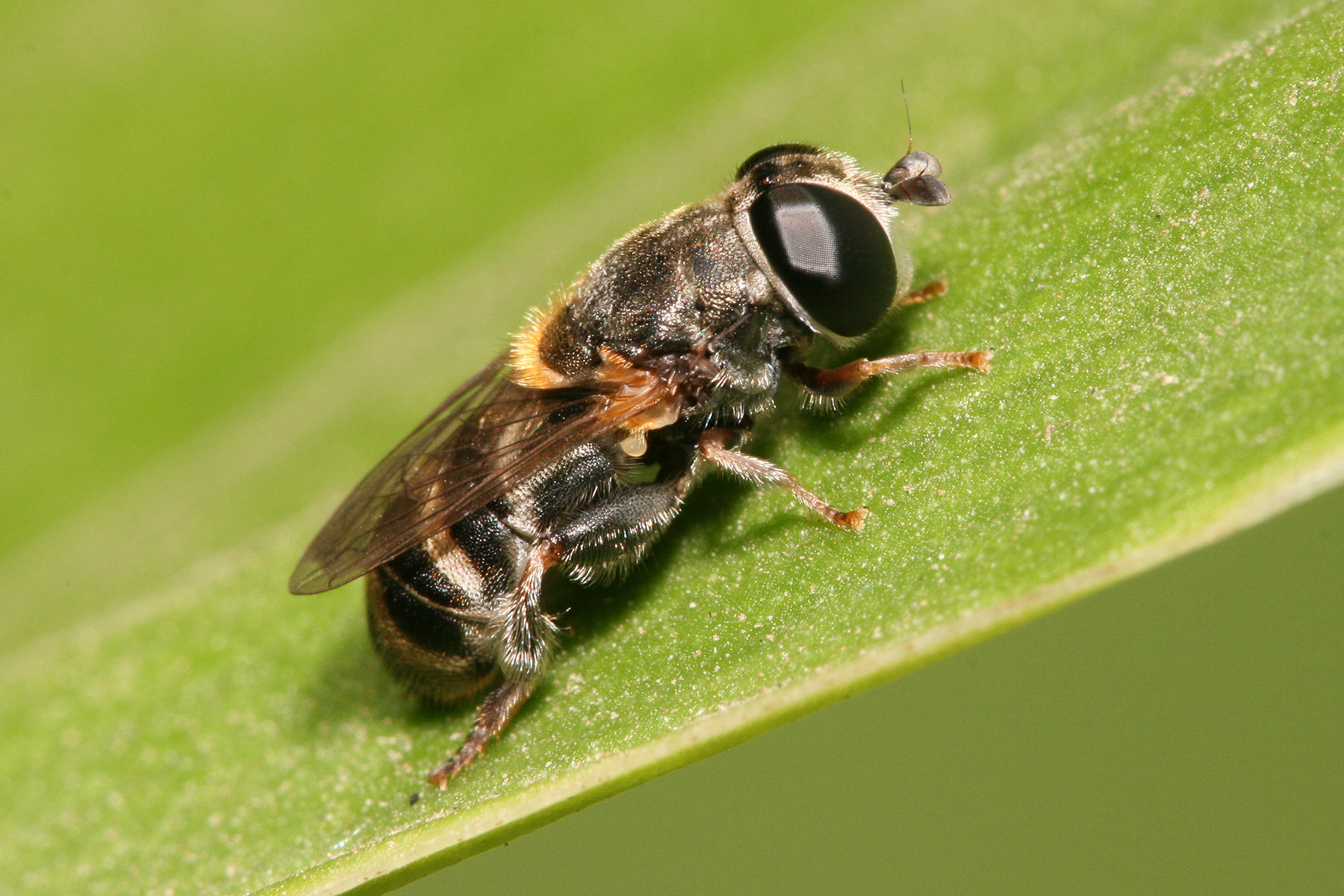